# Wombwell
Wombwell este un oraș în comitatul South Yorkshire, regiunea Yorkshire and the Humber, Anglia. Orașul se află în districtul metropolitan Barnsley.